# Canon de 12 cm/45 Type 11
Le canon de 12 cm/45 Type 11 est un canon naval et de défense côtière japonais utilisé sur les sous-marins, les dragueurs de mines et les torpilleurs de la marine impériale japonaise pendant la Seconde Guerre mondiale.

## Conception

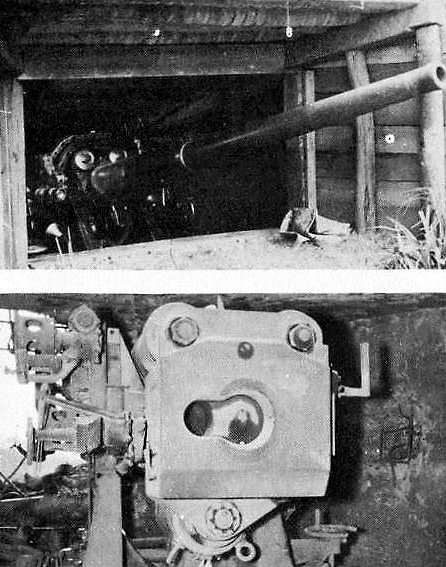
Canon côtier de 12 cm Type 11.

Ce canon est une refonte de l'ancien canon de 12 cm/45 Type 3 de 1922. Le Type 11 était un canon fretté typique de la période avec un tube central rayé entouré de couches de tubes de renforcement. Il peut également y avoir eu une version à canon monobloc autofretté du même canon. Les estimations sur la longueur du canon varient entre 40 et 45 calibres. L'arme lourde reposait dans un berceau annulaire sur un support piédestal et disposait d'un mécanisme de recul hydropneumatique qui se composait d'un cylindre de recul sous le canon et de deux sur le dessus. Le Type 11 fut utilisé sur les petits navires de guerre et les sous-marins, peut-être parce qu'une charge tubée était plus facile à charger et n'était pas aussi sensible aux dégâts d'eau sur les ponts mouillés. Le Type 11 disposait d'une plage d'élévation et de traversée plus large que son prédécesseur, mais avec une hausse maximale de + 55°, ce n'était pas vraiment un canon à double usage.

## Munition
| Type              | Poid    |
| ----------------- | ------- |
| Common Type 0     | 20 kg   |
| Common Type 1     | 20 kg   |
| Anti-Submarine 1a | 16,5 kg |
| Illumination 2a   | 20 kg   |

## Utilisation navale
- Classe Ōtori[2]
- Classe Tomozuru[3]
- Classe I-153[4]
- Classe I-156[5]
- Classe I-171[6]
- Classe I-174[7]
- Classe I-176[7]
- Classe I-61[8]
- Classe N° 1[9]

### Armes de rôle, de performance et d'époque comparables
- Canon de marine de 4,7 pouces BL Mk I & II : équivalent britannique
- Canon de 5 pouces/51 calibres : équivalent de l'US Navy